# بني سيدال الوطا
بني سيدال الوطا جماعة قروية مغربية تابعة لدائرة قلعية، إقليم الناظور، جهة الشرق. ينتمي بنو سيدال الوطا لفخذ أيت سيدال أحد أفخاذ قبيلة قلعية الريفية الأمازيغية. الوَطاء أو الوَطا بتخفيف الهمزة هو ما انخفض من الأرض، وهي بذلك تقابل جماعة بني سيدال الجبل التي تحدها شمالا. وتحدها غربا جماعتي أمجاو وأيت مايت التابعتين لقبيلة آيت سعيد، وشرقا جماعتي بني بويفرور وإكسان، أما من الجنوب فتحدها جماعة تزضوضين التابعة لقبيلة بني أبو يحيي وجماعة الدريوش التابعة لقبيلة مطالسة. ويبلغ عدد سكان الجماعة حوالي 7331 نسمة حسب إحصاء سنة 2004.

## التقسيم الإداري
من بين القرى والدواوير المكونة لجماعة بني سيدال الوطا نجد:
الحمام، مذكاة، ثزروت نعري (حجرة علي)، إبوعلوثن، إشويطارن، إمرابضن، إعوداين الوطا، إرحيانن الوطا، مدقات، أيث علي عمر، ايت حدو عمار، إزحافن، ثغزوث، إلحيانن تلزارت، تاوريرت حامد، تريبيا، افنطراس، اعمورن، ازنبيون، ثمرخيين، كعدة معمرو، ازيران، العزيب علال أقدور، بوحوى، الكرى، بوميا، إمعروفن، إفران إغلالن، العزيب اغزذيس، تيكرمين، بورطوال، اموساتا الوطا، ابوحجارن، بوتمراقت، اقذيما الوطا، الهدرة، العسل، الحرشة، بوزريب، اشمورة، أولاد غانم اعفرون، اليوثن.